# Al Ibrāhīmīyah (ort i Egypten)
Al Ibrāhīmīyah (arabiska: الإبراهيمية) är en ort i Egypten.   Den ligger i guvernementet ash-Sharqiyya, i den norra delen av landet, 80 km norr om huvudstaden Kairo. Al Ibrāhīmīyah ligger 14 meter över havet och antalet invånare är 34 638.
Terrängen runt Al Ibrāhīmīyah är mycket platt. Runt Al Ibrāhīmīyah är det mycket tätbefolkat, med 1 692 invånare per kvadratkilometer. Närmaste större samhälle är Zagazig, 15,7 km söder om Al Ibrāhīmīyah. Trakten runt Al Ibrāhīmīyah består till största delen av jordbruksmark.